# ぐるぐる召喚マジカルギア
『ぐるぐる召喚マジカルギア』（ぐるぐるしょうかんマジカルギア）は、GREEより配信されていたスマートフォン用ゲームアプリ。2016年11月22日サービス開始。基本プレイ無料（アイテム課金制）。略称は「マジギア」。
2017年9月13日をもってサービスを終了した。

## ゲーム内容
プレイヤー（ゲーム中では「勇者」あるいは「召喚士」という位置付け）は人間族・精霊族・機械族・獣族・天使族・魔族などの種族で構成された「ユニット」と呼ばれるキャラクターを集め、1チームにつき最大6体までのチームを編成して敵と戦闘し勝利を目指す。
ゲームスタート時に1体のユニットを与えられ、以後は「召喚」で新たなユニットを加える、敵を倒した際にドロップするユニットを仲間に加えるといった方法で戦力を増やす。入手したユニットは、敵を倒したり「強化合成」で経験値を得てレベルを上げる、同じユニットを合成してステータスを強化する、アクセサリを与えるといった方法で育成し、自分だけのチームを編成する。レベルが一定値 に達したユニットは「進化合成」することで、さらなる強化をすることができる。進化の際、属性や種族などが変更となるユニットもいる。ただし、一部のユニットの進化には他特定のユニットが必要な者もいる。ユニットのレベル上限は星5のユニットは80までだが、同じユニットや専用のユニットと合成することで、レベル上限を1回10ずつあげることができる。このレベル上限を引き上げるシステムを「限界突破」と呼ぶ。
一部のユニットは、戦友ポイントを消費する「ポイント召喚」や、ジュエルを消費する「レア召喚」、召喚チケットを消費する「チケット召喚」でしか入手することができない。
ユニットの強化や進化、アイテムやアクセサリの生成に必要となる物資として、クラウン・マナ、素材の3種類がある。これらはクエストで敵を倒すと手に入るほか、村での採取で手に入ったり、戦友からのギフト受取でも確保できる。
プレイヤーには、本作のメインである「クエスト」と、日替わりや期間限定のクエストが登場する「スペシャル」が与えられ、そのクエストのクリア条件や各々のシナリオに用意されているチャレンジ条件を満たすとクラウン・ジュエルなどのボーナス報酬が獲得できるほか、期間限定クエストでしか入手できないユニットやアイテムも獲得できる。期間限定クエストの難易度は「討伐>属性>超級>超絶級」の順で高くなる。また、コロシアムオーブを1つ消費することで「コロシアム」に3回まで参加することもできる。
ユニットはそれぞれ属性・スキル・必殺技が設定されており、得意な属性であれば通常の倍のダメージを与えられ、逆に苦手な属性であれば与えられるダメージが半減する。スキルは前衛・後衛によって異なる効果が発動するが、中には前衛中央や特定の条件化で発動するスキルもある。ユニットのゲージが一定値まで溜まると必殺技が使用でき、攻撃後や敵ユニットが時折ドロップするバトルマナを入手することでゲージが溜まる。また、同じ種族を3体揃えた状態で前衛に入れると攻撃力が上がる「種族ボーナス」、ほかのユニットと縁のあるユニットを3体揃えた状態で前衛に入れると攻撃力に加え防御力も上がる「共鳴ボーナス」が発動するほか、ゲージが一定値に溜まると全体攻撃ができる「ぐるぐるフィーバーモード」が使用できる。体力が0になると霊魂のような光の状態になって消滅し、全滅するとゲームオーバーとなるが、ジュエルを5個消費することでコンテニューできる。倒されたユニットはクエスト終了後に復活する。体力は後衛にいることで自然回復するほか、回復系アイテムや回復系スキルなどを使用することによって回復する。

## ストーリー
4つの月が浮かぶ世界「アルディナ」。
人間族が暮らすミッドガルド、精霊族が暮らすアルフヘイム、機械族が暮らすイクスマキナ、獣族が暮らすヴァナルガンドの4つの国からなる世界では天使族と魔族との対立によって危機に晒されていた。ミッドガルドにある召喚院に所属する少女イディアは、その危機に対抗すべくかつて世界を救ったとされる救世の勇者の召喚を試みるが、召喚されたのは伝説の勇者ではなく、名も無き主人公だった。
しかし主人公は世界の危機を救うため、イディアの導きによりマジカルギアを手にする。

## 登場キャラクター
召喚士
本作の主人公。イディアの手違いでアルディナに召喚されてしまい、元の世界へと戻る手がかりを得るため、世界をめぐる旅に出る。
イディア
声 - 小倉唯
本作のヒロイン。ミッドガルドにある召喚院に所属している召喚士の少女。主人公を誤ってアルディナに召喚してしまい、元の世界へと戻る手がかりを得るため、世界を巡る旅に出る。
ヴィオレ
声 - 雨宮天
魔界マグ・メルに住む魔族の少女。ある目的のために必要な物を探しており、それを見つけるために冥魔族と結託し、アルディナ各地を襲撃し主人公たちの前に立ちふさがる。
アクセル
声 - 畠中祐
ミッドガルドの王都フェルドニア出身。最強の剣士を目指す少年。ランセルの弟。
シスイ
声 - 梅原裕一郎
アルフヘイムの小国サツキ出身。知勇兼備な武士の青年。
ライデン
声 - 渡辺拓海
イクスマキナの亡都ネメシス出身。2丁の雷銃を使いこなす傭兵。サポートメカ・ティロを連れている。
リン
声 - 松田颯水
ヴァナルガンドのジュコ村出身。天真爛漫かつ食いしん坊で怪力な白猫の獣人。ランの妹。
モニカ
声 - 小松未可子
コロシアムの案内役兼実況。

### 種族
先に述べたとおり、舞台となるアルディナには人間族・精霊族・機械族・獣族・天使族・魔族の5種類の人種が存在している。また、「属性」と呼ばれる特徴があり、基本的に炎・水・雷・木・光・闇の6種類からなり、優劣関係がある。
優劣関係は
炎→水→雷→木→炎→･･･
となっており、よくある概念で言えば五行に近いが、光と闇は
光→闇→光→･･･
となっている。
人間族
いわゆる「普通の人間」。ミッドガルドに生息しており、数も多い。剣術や魔術に長けている。ユニットは主に炎属性が多め。アイコンは手足を大の字に広げた人間。
精霊族
長く尖った耳と角の生えた種族。アルフヘイムに生息しており、寿命はほかの種族よりも長い。ユニットは主に水属性が多め。アイコンは二つ巴の文様。
精霊国十二神将
アルフヘイムを守護する12人の精霊族の総称。2017年現在、十二神将であることが判明しているのはシスイ、ハンベエ、ゴズの3人。
鬼
人の道を踏み外した精霊族の通称。
機械族
いわゆる「自立型ロボット」だが、体の一部を機械化した者や兵器を使用する者、科学者もこの種族に分類される。イクスマキナに生息している。ユニットは主に雷属性が多め。アイコンはレンチ。
獣族
陸上動物の特徴を持った種族。ヴァナルガンドに生息しており、高い身体能力を持つ。ユニットは主に木属性が多め。アイコンは肉食獣の足。
翼族
背中に翼を生やした種族。
天使族
白い翼を持つ翼族。エデンに生息しており、功績を認められた天使は頭部に天輪を宿すことを許され、各天使は様々な業を司っている。ある事件がきっかけで魔族とは対立関係にある。ユニットは主に光属性が多めだが、全属性の種族の中で唯一闇属性が存在しない。アイコンは天使の翼。
魔族
黒い角と蝙蝠の翼を持つ翼族。アルディナ各地に生息する生物もこの種族に分類される。マグ・メルに生息しており、地上の世界の侵攻を目論むものが多い。ある事件がきっかけで天使族とは対立関係にあるほか、前述の行為もあってか地上の種族（主に人間族）からは忌み嫌われており、ショコラやミハイルのように迫害される者もいる（イディアもミハイルと初めて会った際、彼に対して差別的な発言をしている）。ユニットは主に闇属性が多め。アイコンは悪魔の翼。
魔界六貴族
マグ・メルを支配する6人の魔族の総称。2017年現在、六貴族であることが判明しているのはハルファス、リリン、ルシオルの3人。ヴァイスからは重宝されており、彼らに伝令を出すこともあるが、ハルファスやルシオルのように立場や欲望を優先してその伝令に背くものもいる。
魔人
魔族の力を得た人間族。幾千年の呪いの怨嗟に耐え、ある試練を乗り越えることで魔人になるとされている。作中ではヴァドルが登場している。
冥魔族
悪しき召喚術を有する魔族の総称。各々の目的は異なるものの、ヴィオレと結託している。
ドラゴン
様々な属性のマナを宿した魔族の一種。基本的に人間族を敵視し、見下す傾向を持つものが多いが、アズールやフォルティルクスのように壮言ながら事情に理解を示すものや、人間に助けられたピュトのように友好的に接するものもいる。
太字はレア召喚またはイベントなどで入手できるユニット。
| 種族   | ユニット名 | 備考 |
| ------ | --- | --- |
| 人間族 | アーサー、アームストロング、アクセル、アリス、アルル、アンナ、ヴァイル、イザベル、エド、ガイアス、カルロ、キラ、クィーン、グィネヴィア、グスタフ、クロウド、 ザガン、シオン、ジャンヌ、ジル、ティーニア、ドロシー、ピュト、ブラッドレイ、ホークアイ、ポレット、マーリン、ミカ、ミケーレ、モモ、ヨハン、ランスロット、 ランセル、リフレイア、レヴィン、ロイ                                                           | - ジャンヌは進化により天使族に種族変更される。 - ピュトは進化により炎属性の魔族から属性・種族変更される。 - アームストロング、ブラッドレイ、ホークアイ、ロイは『鋼の錬金術師FA』とのコラボユニット。 |
| 精霊族 | アオバ、アキハ、アスカ、アヤメ、カゲトラ、キッカ、コクヨウ、ゴズ、シキ、シスイ、シズル、シフォン、センリ、ツララ、ドウケン、ナガト、 ナルカミ、ハクゲツ、ハクトウ、ハンベエ、ミカヅキ、ミコト、ヤシロ、ヤマツミ | |
| 機械族 | アクアノン、アルファ、アルフォンス、アンジェ、エド、キュアリー、クイーンユニ、コゼット、サイエイ、ジャバウォック、セウォム、ノイン、パルタ、ブレイヴ、ポセイドン、 ライデン、リュアス、リレイ、ルガー、レイ | - アルフォンスとエドは『鋼の錬金術師FA』とのコラボユニット。 |
| 獣族   | ガルム、カルネル、カルメラ、ガレン、クレア、グレン、ゴウ、シャル、スミリ、チェシャ、チェリオ、テスカ、ドルバン、バイフー、フェン、 メルリ、ヨウ、ライガ、ラン、リン、ルイ、レイミィ、レン | |
| 天使族 | アデカリア、アポロン、アミリエル、アラエル、イエル、イゼエル、エクレア、カーバンクル、ジャンヌ、ゼルクエル、セレナ、プライム、ラグエル、リーフ | - ジャンヌは進化により人間族から種族変更される。 |
| 魔族   | アズール、アリス、イドル、ヴァドル、ウーリン、ウルフィー、ガオピィ、ガマカワズ、ガンピィ、ギル・ガラン、グランドーレ、ササリィ、サンドラ、シャイカ、シャンタ、ショコラ、 スイチィ、スカル、スヤスヤ、ダルギィ、チクリ、ティニブリス、パチリィ、バットン、ハルファス、ピカリィ、ピュト、フォルティルクス、フルーレティ、ペイン、ポゾノコ、 マグマックマ、ミハイル、モグマ、ライトカゲ、リリン、ルーク、ルシオル、レラ | - ピュトは進化により光属性の人間族に属性・種族変更される。 |

### 声優
登場ユニットには1体ずつ異なる台詞が用意されており、声優によるフルボイス仕様となっている。声優は多い場合で1人あたり7体程度のユニットを兼役している。
ユニットの担当声優はゲーム内でのお知らせにて発表されるユニット紹介やユニット図鑑に記載されている。敵ユニットの担当声優は以下の表に記載がないものは全員不明（未公表）である。
| 声優名     | 配役                                                             |
| ---------- | ---------------------------------------------------------------- |
| 赤羽根健治 | ペイン                                                           |
| 阿部大樹   | ジャバウォック、チェシャ                                         |
| 雨宮天     | アンジェ、ヴィオレ、ヨウ、リフレイア                             |
| 今井麻美   | アリス（白）、コクヨウ                                           |
| 今村彩夏   | リーフ                                                           |
| 梅原裕一郎 | ガイアス、ガルム、シスイ、ルーク                                 |
| 大西弘祐   | テスカ                                                           |
| 大原さやか | アキハ、ルシオル                                                 |
| 小笠原仁   | ピュト                                                           |
| 岡本信彦   | アキト、ヴァイル                                                 |
| 小澤亜李   | チェリオ、ハクトウ、ポレット                                     |
| 小倉唯     | イディア、エクレア、コゼット、シフォン、ショコラ、ツララ、リリン |
| 菊池勇成   | プライム                                                         |
| 喜多村英梨 | アリス（黒）、モモ                                               |
| 衣川里佳   | シキ                                                             |
| 木村珠莉   | アルル                                                           |
| 熊谷健太郎 | レヴィン                                                         |
| 小松未可子 | アポロン、モニカ                                                 |
| 近藤怜奈   | クレア                                                           |
| 志賀麻登佳 | ゴズ                                                             |
| 白城なお   | グィネヴィア、ナルカミ、リュアス                                 |
| 高杉義充   | サイエイ、シズル、ゼルクエル、ハンベエ、ブレイヴ                 |
| 高梨謙吾   | アーサー                                                         |
| 竹内栄治   | ガレン、グスタフ、ハルファス                                     |
| 武田幸史   | マーリン                                                         |
| 田中真奈美 | レン                                                             |
| 種﨑敦美   | カルメラ                                                         |
| 種田梨沙   | セレナ、ティーニア                                               |
| 谷口夢奈   | キュアリー、スミリ、ミカ                                         |
| 茶木大河   | クロウド                                                         |
| 寺町南     | ヤシロ                                                           |
| 西田雅一   | グレン                                                           |
| 新田ひより | シャル                                                           |
| 橋本結     | アクアノン、クイーンユニ、ラグエル                               |
| 畠中祐     | アクセル                                                         |
| 浜田洋平   | アミリエル、アルファ、ランセル                                   |
| 濱野大輝   | ヴァドル、カゲトラ、ランスロット                                 |
| 林大地     | ドウケン                                                         |
| 藤本彩花   | ジャンヌ                                                         |
| 古川由利奈 | アンナ、タクミ                                                   |
| 松田颯水   | ミカヅキ、リン                                                   |
| 水中雅章   | フェン                                                           |
| 村中知     | ミハイル                                                         |
| 森島亜梨紗 | ルイ                                                             |
| 悠木碧     | シオン、ドロシー、フルーレティ                                   |
| 横田成吾   | レイ                                                             |
| 吉岡麻耶   | クィーン、ハクゲツ                                               |
| 吉田麻実   | アスカ、アラエル、ササリィ、ヤマツミ                             |
| Lynn       | アデカリア、カルネル、メルリ、ラン                               |
| 渡辺拓海   | ミコト、ライデン                                                 |
| 渡邉充瑠   | キラ、ポセイドン                                                 |

## 世界観
この作品の舞台は、アルディナと呼ばれる架空の世界である。通貨の単位は「クラウン」。
各国はそれぞれ国の国王が統治している（2017年現在、登場したのはミッドガルドの国王・アルバスのみ）。
ミッドガルド
アルディナ南東に位置する人間族が暮らす自然豊かな大陸国。発展しつつも緑が多く残っており、アルケート地方・クラール地方・メクローマ地方の3つの地方が存在する。国王はアルバス。世界で唯一召喚器の技術を有しており、召喚院などの組織が存在していることから召喚術発祥の地とも言われている。
フェルドニア
ミッドガルドの王都。アルバスとリフレイア、シオンをはじめとしたフェルドニア王家やアクセルとランセル、グスタフなどの数多くの戦士や魔法使いが暮らしている。
ルーンメア
ミッドガルドに存在する独立国家。独立しているとはいえ、ミッドガルドに内包されているため、今でもミッドガルドとの国交は続いている。
カルス諸島
ミッドガルド北東に位置する島。全ての道を戦い抜いたものは失われた力を取り戻せるという言い伝えがあり、修行の場としても度々使われている。
アルフヘイム
アルディナ北東に位置する精霊族が暮らす大陸国。精霊女王をトップにした領国制をとっており、各国は独自の文化を持つが、長らく鎖国状態にあった。
カガリ
アルフヘイムの大国。
サツキ
アルフヘイムの小国で、シスイの出身地。
阿香羅山
大精霊の一人・ミコトが住む、サツキにそびえる霊山。
アラレ
アルフヘイムの北に位置する国で、ツララの出身地。
鬼ヶ島
アルフヘイムに存在する島。元々は罪人を隔離する流刑地であったが、ドウケンの策略によって罪人の親族や素性不明の者までもがこの島に流され、彼の圧制に苦しんでいる。
イクスマキナ
アルディナ北西に位置する機械族が暮らす未来都市を髣髴させる大陸国。人間族も体の一部を機械化させたり、兵器を駆使しながら機械族と共存し、文明を発展させている。一方で、度重なる発展による大気・土壌汚染や各国で魔族による紛争が頻発している。
アクロポリス
イクスマキナの帝都。軍事力や科学力が発達しているが、これによる大気・土壌汚染により草木が群生しない荒野と化している。
ネメシス
イクスマキナに存在していた国で、ライデンの出身地。現在は魔族の侵攻により滅亡している。
ヴァナルガンド
アルディナ南西に位置する獣族が暮らす大陸国。弱肉強食を掟としている。
ガルグランデ
ヴァナルガンドの帝都。グレンとガレンをはじめとした王族が暮らしている。
ジュコ村
ヴァナルガンドに存在する村で、ランとリン、ガルムの生まれ故郷。
エデン
天使王・ラグネルが統括する、天使族が暮らす園。
マグ・メル
魔族王・ヴァイスが統括する、魔族が暮らす異世界。
ラティール
アルディナに存在する、モンスターの生息地である島。

## 用語
マジカルギア
英雄の魂を具現化させ、召喚・使役する道具。書物の登場人物の召喚も可能。
また、力を引き出す機能も備わっており、ミカの持つ杖・リプカやゼルクエルの持つ大剣もこれと同様の力を持つ。
ジュエル
アルディナに存在する宝石。主にユニットの召喚やプレイヤーの回復などに用いられる。
マナ
アルディナに存在するエネルギー。作中ではアクセサリの生成や設備の強化に用いる通常のマナ、ユニットの必殺技ゲージを上昇させるバトルマナが存在する。
魔力の源として使用されているが、あまりにも濃度が高いと暴走する恐れがある（実際、作中ではガイアスやアポロンなどが高濃度のマナに飲み込まれこの状態に陥っているが、アキハは飲み込まれる前に雷でマナを分散させ、濃度を薄めている）。そのため、イディアがマナの異常濃度の調査を行っているほか、ゼルクエルやセレナをはじめとした天使族もこれを警戒しており、その原因を探るために降り立つこともある。また、ルシオルやクレアのようにマナを自在に操るものもいる。
龍脈
アルフヘイムでのマナの呼称。能力やリスクはマナと同じだが、アルフヘイム全土の生命力であるようで、ハクゲツやナルカミ曰く、龍脈が失われると国が滅亡する恐れがあるとのこと（実際、遥か昔に大干ばつが発生したという経緯があり、一部の住人は龍脈の主の怒りが原因だという噂を挙げていた）。

## コラボ作品
- 鋼の錬金術師 FULLMETAL ALCHEMIST